# Hyperakkumulator
Hyperakkumulatoren sind Pflanzen, die in Böden mit hohen Konzentrationen von Metall-Ionen gedeihen, diese mit den Wurzeln aufnehmen und in ihrem Gewebe anreichern (Bioakkumulation). Die hohe Konzentration der Metalle kann dabei auch für nicht speziell angepasste Sippen (Lokalpopulationen, Varietäten oder Unterarten) der hyperakkumulierenden Pflanzenart stark toxisch wirken, ist also unter Umständen keine Eigenschaft der gesamten Art, sondern nur bestimmter Lokalsippen davon.

## Forschung
Als erste derartige Pflanze wurde 1976 der Nickelbaum als Metallophyt von Tanguy Jaffré et al. beschrieben. Diese in Neukaledonien endemische Baumart reichert 20–25 % Nickel in ihrem Milchsaft (Latex) an, wodurch dieser sich blaugrün färbt.
Im Vergleich zu nicht hyperakkumulierenden Arten werden die Metalle durch die Wurzel schneller absorbiert, schneller in Triebe transportiert und in bestimmten Pflanzenteilen eingelagert.
Die Fähigkeit, toxische Metalle zu hyperakkumulieren, konnte auf unterschiedliche Genexpressionen sowie Genregulation solcher Gene zurückgeführt werden, die auch in Pflanzen normaler Standorte vorhanden sind; es handelt sich also nicht um einen völlig neuen Stoffwechselweg, sondern um die Steigerung der Effizienz eines vorhandenen. Es wurden mehr als 500 Arten von Blütenpflanzen mit der Fähigkeit, Metalle in ihrem Gewebe zu hyperakkumulieren, identifiziert.

## Anwendungen
Hyperakkumulierende Pflanzen werden gezielt eingesetzt, um Metalle aus kontaminiertem Erdreich zu extrahieren (Phytoremediation). So können gestörte Standorte – meist durch Altlasten nach industrieller oder bergbaulicher Nutzung – saniert und wieder nutzbar gemacht werden. Außerdem gibt es Projekte, Metalle mittels sogenanntem Phytomining aus Böden zu extrahieren, bei denen konventionelle Abbaumethoden nicht mehr wirtschaftlich sind. Auf diese Weise wird beispielsweise in Albanien aus Serpentinböden erfolgreich Nickel gewonnen. Einige Pflanzen und Pilze hyperakkumulieren Metalle in (bezogen auf die Trockenmasse) höherer Konzentration als einige als bauwürdig geltende Armerze dieser Metalle. Jedoch ist zum einen der „Anbau“, zum anderen die „Ernte“ dieser Pflanzen und Pilze schwierig und die metallurgische Industrie hat bisher kaum oder keine großtechnischen Verfahren zur Extraktion von Rohstoffen aus Biomasse entwickelt. Unter Umständen könnte mittels grüner Gentechnik die Bioakkumulation als solche oder Faktoren, die den „Anbau“ entsprechend geeigneter Organismen erleichtern, gezielt den Anforderungen angepasst werden.

## Evolution
Der evolutionäre Vorteil der Metall-Hyperakkumulation könnte darin bestehen, dass aufkonzentrierte Schwermetalle in Blättern durch ihre Toxizität herbivore Tiere abschrecken. Auch das giftige Laubstreu reichert Schwermetalle an der Bodenoberfläche an und würde den Konkurrenzdruck durch weniger tolerante Pflanzen mindern, da sie deren Gedeihen unmöglich machen. Dazu kommt, dass einige ökologische Nischen zugänglich werden, die weniger konkurrenzfähigen Pflanzen oder Pilzen versperrt bleiben – beispielhaft hierfür die Galmeiflora. Insofern ist die Fähigkeit zur Toleranz oder gar Akkumulation entsprechender Kontamination vergleichbar mit Pionierpflanzen.